# 찰나의 환영
《찰나의 환영 작품번호 22》(Visions fugitives)은 세르게이 프로코피예프가 1915년에서 1917년까지 작곡한 피아노곡이다. 1918년 소비에트 연방 페트로그라드에서 작곡가가 직접 초연하였다. 콘스탄틴 발몬트의 시에 기반을 두고 있다.
무조 음악은 아니지만, 쇤베르크, 스크리아빈 등 프로코피예프의 동시대 작곡가를 연상시키는 불협화음을 포함하고 있으며, 조와 박자에 있어서 매우 독창적이다.

## 곡록
- 1. Lentamente
- 2. Andante
- 3. Allegretto
- 4. Animato
- 5. Molto giocoso
- 6. Con eleganza
- 7. Pittoresco (Arpa)
- 8. Comodo
- 9. Allegro tranquillo
- 10. Ridicolosamente
- 11. Con vivacità
- 12. Assai moderato
- 13. Allegretto
- 14. Feroce
- 15. Inquieto
- 16. Dolente
- 17. Poetico
- 18. Con una dolce lentezza
- 19. Presto agitatissimo e molto accentuato
- 20. Lento irrealmente